# Apterygota
Apterygota (apterigotos) é uma subclasse de insectos que se caracterizam pela sua agilidade e que se distinguem de outros insectos por não possuírem asas actualmente, nem na sua história evolutiva, nem metamorfoses. O seu primeiro registo fóssil data do Devónico (417-354 milhões de anos).